# ليو شاوتشي
ليو شاوتشي (إسمه باللغة الصينية 刘少奇) هو سياسي صيني ولد في يوم 24 نوفمبر 1898 في مقاطعة نانتشنغ في هونان في الصين، كان عضو في الحزب الشيوعي الصيني، وأصبح رئيس لجمهورية الصين الشعبية من 28 أبريل 1959 إلى 31 أكتوبر 1968، عندما كان ماو تسي تونغ رئيس للحزب الشيوعي الصيني، توفي في 12 نوفمبر 1969 وأشيع بأنه تم اغتياله بأمر من دينج شياو بينج.

## روابط خارجية
- ليو شاوتشي على موقع الموسوعة البريطانية (الإنجليزية)
- ليو شاوتشي على موقع مونزينجر (الألمانية)